# José Luis Gayà
José Luis Gayà Peña, född 25 maj 1995, är en spansk fotbollsspelare som spelar för Valencia.

## Klubbkarriär
José Gayà representerade Valencia B under två år där han stod för 65 matcher innan han blev uppflyttad till seniorlaget av coachen Juan Antonio Pizzi. La Liga-debuten kom den 27 april 2014 i en förlustmatch hemma mot Atletico Madrid, matchen slutade 0-1 till huvudstadslaget.

## Landslagskarriär
José Gayà debuterade för Spaniens landslag den 11 september 2018 i en Uefa Nations League-match mot Kroatien, matchen slutade hela 6-0 till Spaniens fördel.